# Descurainia myriophylla
Descurainia myriophylla là một loài thực vật có hoa trong họ Cải. Loài này được (Willd.) R.E.Fr. mô tả khoa học đầu tiên năm 1905.